# Chop Suey! (sang)
"Chop Suey!" er en single af det amerikanske alternative metal-band System of a Down fra deres album Toxicity. Oprindeligt skulle sange have heddet "Suicide", men gruppen valgte at ændre dette til "Chop Suey!". Ordene "We're rolling 'Suicide" ("Vi kører "Suicide")" kan høres i sangens indledende sekunder. 
Sangen hittede på USAs musiklister i ugerne omkring den 11. september 2001 og dens kontroversielle sangtekster bl.a. indeholdende ordene "Trust in my self-righteous suicide" var ikke velsete i det politiske miljø efter terrorangrebet. Som en reaktion på dette valgte flere radiostationer at boykotte sangen. Selvom sangen blev fjernet fra radiostationerne fortsatte MTV dog med at vise musikvideoen.

## Oprindelse og komposition
Guitarist Daron Malakian skrev musikken og omkvædet til sangen under promovationsturnéen til deres første album. Vokalist Serj Tankian tilføjede senere versene. Oprindeligt fik nummeret arbejdstitlen "Suicide", og beholdt denne titel, selv efter promovationssinglen var blevet trykt. Kort tid inden single-udgivelsen i butikkerne valgte gruppen dog at ændre navnet til "Chop Suey!". I begyndelsen af sangen kan ordene "We rolling "Suicide" stadig høres.
Vedrørende sangteksten har der været mange forskellige tolkninger, bl.a. menes passagen "Self-righteous suicide" (~"Selvretfærdigt selvmord") at være et citat fra en armensk poet kaldet Fader Armeni, som skrev om det armenske folkemord. Der har dog været tvivl om denne poets eksistens. Mod slutningen af teksten forekommer der også en reference til biblen, gengivende Jesus' sidste indtrængende bøn til Gud ved sin korsfæstelse.
I et interview fortalte Malakian om sin egen tolkning af sangen:
| Citat | Det er en sang med mange forskellige meninger, men for mig handler den om hvordan folk forholder sig til døden. F.eks. hvis jeg døde af en overdosis ville alle sige, jeg fortjente at dø, fordi jeg tog stoffer. Eller hvis jeg døde i et trafikuheld ville folk måske sige, jeg også fortjente det, derfor linjen "angels deserve to die". Det er ikke en sang der er imod eller for noget, men mere en observation, som forsøger at fange de underlige følelser folk har. | Citat |
|       | |       |

## Modtagelse
"Chop Suey!"-singlen blev udgivet i august 2001, og blev System of a Downs første større radiohit, som præsenterede dem for et langt større publikum. Herved nåede singlen bl.a. en 7. plads på Modern Rock Tracks-listen i USA og som nummer 17 på UK single hitlisten. Udover at bryde ind på de nationale hitlister erhvervede "Chop Suey" også gruppen deres første grammy-nominering i 2002. Den tabte dog til Tools single "Schism".

## Spor
| 1. | "Chop Suey!"   | Malakian, Tankian | Malakian           | 3:30 |
| 2. | "Johnny"       | Tankian           | Tankian            | 2:07 |
| 3. | "Sugar" (Live) | Tankian           | Malakian, Odadjian | 2:27 |
| 4. | "War?" (Live)  | Tankian           | Malakian           | 2:47 |

| 1. | "Chop Suey!"  | Malakian, Tankian | Malakian                    | 3:30 |
| 2. | "Johnny"      | Tankian           | Tankian                     | 2:07 |
| 3. | "Know" (Live) | Tankian           | Odadjian, Malakian, Tankian | 3:05 |

| 1. | "Chop Suey!"  | Malakian, Tankian | Malakian                    | 3:30 |
| 2. | "Johnny"      | Tankian           | Tankian                     | 2:07 |
| 3. | "Know" (Live) | Tankian           | Odadjian, Malakian, Tankian | 3:05 |

| 1. | "Chop Suey!"         | Malakian, Tankian | Malakian           | 3:30 |
| 2. | "Sugar" (Live)       | Tankian           | Malakian, Odadjian | 2:27 |
| 3. | "War?" (Live)        | Tankian           | Malakian           | 2:47 |
| 4. | "Chop Suey!" (Video) | Malakian, Tankian | Malakian           | 3:27 |

### Fodnoter
1. ↑  "Toxicity". Eduardo Rivadavia. All Music Guide. Hentet 13. oktober 2011.
2. 1 2 3  Myers 2006, s. 123
3. ↑  Myers 2006, s. 122
4. ↑  "System of a Down in a toxic new world". Paul Rogers. Arkiveret fra originalen 26. juli 2007. Hentet 13. oktober 2011.
5. ↑  Myers 2006, s. 123
6. ↑  "Toxicity - Chart and awards - Billboard singles". All Music Guide. Hentet 13. oktober 2011.
7. ↑  "System of a Down - Singles". theofficialcharts.com. Hentet 13. oktober 2011.